# Late Show (franchise)
Pour les articles homonymes, voir The Late Show.
Le Late Show, renommé The Late Show en 2015, est une émission de télévision américaine de type late-night talk-show diffusée sur CBS. Diffusée pour la première fois en août 1993, elle est présentée par David Letterman qui animait précédemment le Late Night with David Letterman sur NBC de 1982 à 1993, jusqu'à sa retraite en mai 2015.
Il est remplacé en septembre 2015 par l'humoriste Stephen Colbert, qui a animé The Colbert Report de Comedy Central pendant neuf ans.

## Présentateurs
| Animateur       | De               | De  | À           | À   | Épisodes |
| Animateur       | Date             | Âge | Date        | Âge | Épisodes |
| --------------- | ---------------- | --- | ----------- | --- | -------- |
| David Letterman | 30 août 1993     | 46  | 20 mai 2015 | 68  | 4 263    |
| Stephen Colbert | 8 septembre 2015 | 51  |             |     |          |